# Der Dunkle Turm (Comicreihe)
Der Dunkle Turm ist eine Comic-Umsetzung von Stephen Kings gleichnamiger Romanreihe Der Dunkle Turm. Geplant war die Umsetzung in 30 Heften, wobei zunächst detailgetreu an der Romanvorlage geblieben und später von der Vorlage von King abgewichen werden sollte. Die Reihe wurde allerdings, nach Band 16 – der Seefahrer, laut Panini eingestellt.
In der ersten Ausgabe berichtet diese Adaption von Roland Deschains Jugend und beinhaltet vor allem Material aus den Büchern Schwarz, Glas und Wolfsmond. Die erste Reihe The Gunslinger Born wurde in Deutschland als Sammelband Der Dunkle Turm zusammengefasst und besteht aus sieben Heften (Kapiteln). Im amerikanischen Original erschienen diese von Februar bis August 2007.
Der zweite Band mit dem Titel The Long Road Home wurde in den Vereinigten Staaten ab März 2008 veröffentlicht und umfasst fünf Hefte (Kapitel). Der zweite deutsche Sammelband erschien im Mai 2009 und trägt dem Titel Der lange Heimweg.
In den Vereinigten Staaten sind bisher (Oktober 2011) sieben, in Deutschland fünf Sammelbände erschienen.

## Mitarbeiter
Robin Furth, Autorin der Konkordanz der Reihe Der dunkle Turm, erarbeitete auf Kings Wunsch die Handlung, die von Peter David in ein Skript umgesetzt wurde. Jae Lee und Richard Isanove sind die Zeichner; produziert wurde die Reihe von Rich Ginter.

## Ausgaben
| Bandnummer | Titel                                              | Erscheinungsdatum dt. | ISBN Taschenbuch dt.   | Originaltitel                                | Erscheinungsdatum en. |
| ---------- | -------------------------------------------------- | --------------------- | ---------------------- | -------------------------------------------- | --------------------- |
| 01         | Der Dunkle Turm: Der Revolvermann                  | August 2008           | ISBN 978-3-862-01787-4 | The Dark Tower: The Gunslinger Born          | 7. November 2007      |
| 02         | Der Dunkle Turm: Der lange Heimweg                 | 6. April 2009         | ISBN 978-3-86201-788-1 | The Dark Tower: The Long Road Home           | 7. Oktober 2008       |
| 03         | Der Dunkle Turm: Verrat                            | 1. Februar 2010       | ISBN 978-3-862-01789-8 | The Dark Tower: Treachery                    | 21. April 2009        |
| 04         | Der Dunkle Turm: Der Untergang Gileads             | 10. Januar 2011       | ISBN 978-3-862-01790-4 | The Dark Tower: The Fall of Gilead           | 23. Februar 2010      |
| 05         | Der Dunkle Turm: Die Schlacht am Jericho Hill      | 11. Oktober 2011      | ISBN 978-3-862-01791-1 | The Dark Tower: Battle of Jericho Hill       | 1. September 2010     |
| 06         | Der Dunkle Turm: Die Reise beginnt                 | 12. März 2012         | ISBN 978-3-862-01296-1 | The Dark Tower: The Journey Begins           | 25. Januar 2011       |
| 07         | Der Dunkle Turm: Die kleinen Schwestern von Eluria | 9. Oktober 2012       | ISBN 978-3-862-01340-1 | The Dark Tower: The Little Sisters of Eluria | 22. Juni 2011         |
| 08         | Der Dunkle Turm: Die Schlacht von Tull             | 1. Mai 2013           | ISBN 978-3-862-01530-6 | The Dark Tower: The Battle Of Tull           | 25. Januar 2012       |
| 09         | Der Dunkle Turm: Die Zwischenstation               | 1. November 2013      | ISBN 978-3-862-01642-6 | The Dark Tower: The Way Station              | 14. Dezember 2011     |
| 010        | Der Dunkle Turm: Der Mann in Schwarz               | 17. März 2014         | ISBN 978-3-862-01797-3 | The Dark Tower: The Man in Black             | 2. Juni 2012          |
| 011        | Der Dunkle Turm: Letzte Schüsse                    | 13. Oktober 2014      | ISBN 978-3-862-01798-0 | The Dark Tower: Last Shots                   | 9. Januar 2013        |
| 012        | Der Dunkle Turm: Der Gefangene                     | 21. September 2015    | ISBN 978-3-957-98209-4 | The Dark Tower: The Prisoner                 | 3. September 2014     |
| 013        | Der Dunkle Turm: Das Kartenhaus                    | 21. März 2016         | ISBN 978-3-957-98718-1 | The Dark Tower: House of Cards               | 25. März 2015         |
| 014        | Der Dunkle Turm: Herrin der Schatten               | 19. September 2016    | ISBN 978-3-957-98929-1 | The Dark Tower: Lady of Shadows              | 9. September 2015     |
| 015        | Der Dunkle Turm: Bittere Medizin                   | 27. März 2017         | ISBN 978-3-741-60280-1 | The Dark Tower: Bitter Medicine              |                       |
| 016        | Der Dunkle Turm: Der Seefahrer                     | 18. September 2017    | ISBN 978-3-741-60320-4 | The Dark Tower: The Sailor                   |                       |

## Handlung

### Band 1 – Der Dunkle Turm
Wie im ersten Band der Buchreihe folgt Roland zu Beginn dem Mann in Schwarz. In einem Rückblick werden Rolands engste Freunde Cuthbert Algood und Alain Johns vorgestellt, die eine strenge Unterrichtsstunde bei ihrem Lehrmeister Cortland „Cort“ Andrus verbringen.
Marten Broadcloak entdeckt, dass ihm der zukünftige Revolvermann gefährlich werden kann. Er provoziert die Aufdeckung seiner geheimen Liebschaft mit Rolands Mutter Gabrielle. Konsequent fordert Roland vor Ablauf seiner Ausbildung Cort zum Kampf und besiegt ihn und macht Hoffnungen des Hofzauberers zunichte. Marten hatte mit Rolands Niederlage gerechnet, was gleichbedeutend mit der Verbannung Rolands aus Gilead – Symbol der zivilisierten Welt – gewesen wäre. Doch der angehende Revolvermann ist erfolgreich, wird aber von seinem Vater Steven daran gehindert, gleich seine Revolver an sich zu nehmen. Mit dem Bild vom gegenwärtigen und zukünftigen Beschützer des Weißen endet der erste Band.

## Ausstattung
Der Comic umfasst 32 farbig gezeichnete Seiten; es folgen weitere 9 Textseiten mit eingestreuten Bildern und Landkarten, die für neu dazu gestoßene Leser, die Stephen Kings Werk in Buchform nicht kennen, Rolands Welt erläutern und seine Mission erklären. Die zwei Artikel lauten Chasing the Beam (etwa: „Auf der Jagd nach dem Strahl“) von Ralph Macchio und The Sacred Geography of Mid-World („Die heilige Geographie von Mittwelt“) von Robin Furth. Auf den letzten vier Seiten ist eine Vorschau auf den Folgeband abgedruckt.

## Veröffentlichungen
Die Reihe erscheint in voraussichtlich 30 Heften bei Marvel Comics – in den deutschen Sammelbänden entspricht ein Heft jeweils einem Kapitel.

## Kritik
Stephen King selbst zeigte sich in einem Interview mit dem irischen Schriftsteller John Connolly (anlässlich der Veröffentlichung von Love) begeistert von der Qualität der Zeichnungen, die er bereits vorab begutachten durfte. Der Kampf Rolands mit Cort ist sehr blutig gezeichnet; beim Entwurf der einzelnen Figuren folgten die Zeichner detailgetreu den Beschreibungen Kings in seinen Büchern.